# Impotens
Erektil dysfunktion, erektionssvikt, eller, i vardagligt tal och förr impotens, innebär att en man stadigvarande saknar förmåga att få erektion. Det kan också vara att han inte är kapabel att behålla erektionen så att han kan genomföra ett penetrativt samlag, i situationer där han själv anser att det vore normalt eller önskvärt att kunna få erektion. Erektil dysfunktion kan förekomma i olika svårighetsgrad, och de förekommer i måttlig till allvarlig grad för mellan 5 och 20 procent av alla män. Det är vanligare bland äldre än yngre. Omkring 50 procent av män över 40 år lider av erektil dysfunktion.
Erektil dysfunktion kan ha mycket olika orsaker. Vanligare orsaker är endokrina sjukdomar (inklusive mer sällan testosteronbrist), problem med blodtillflöde till penis, neurologiska problem och psykiska orsaker.
Termen "erektil dysfunktion" tar bara hänsyn till problem med att få eller behålla erektion. Andra, liknande problem kan vara anorgasmi (problem att uppnå orgasm), asexualitet och frigiditet (det vill säga uteblivet sexuellt intresse) och sexuell anhedoni (sexualskräck och sexuell ovilja). Vissa av dessa problem kan leda till erektil dysfunktion.

## Begrepp
Den vanligaste varianten av impotens är impotentia coeundi, att det råder problem med erektionen, men inte med den orgastiska eller ejakulatoriska förmågan. Impotentia coeundi är latin och betyder 'oförmåga att genomföra samlag'. Uttrycken kan åtminstone härledas tillbaka till 1600-talet och den italienska läkaren Paolo Zacchia, som förutom impotentia coeundi urskiljde flera andra varianter av impotens, däribland impotentia seminandi (ejakulatorisk oförmåga) och impotentia generandi (oförmåga att alstra barn). Impotens av typen impotentia coeundi kallas i medicinska sammanhang numera erektil dysfunktion. I den internationella diagnosmanualen ICD-10 innefattas erektil störning av psykogen typ, i diagnosen "uteblivet genitalt gensvar" (F52.2), till åtskillnad från "impotens av organisk orsak" (N48.4).
Begreppet "erektil dysfunktion" anger att erektionen inte fungerar normalt. Vad som räknas som onormalt ställs med andra ord i motsats till föreställningar och förväntningar angående erektion och manlig sexualitet samt samtida uppfattningar om hur sådant bäst bestäms. Modern klassifikation av förmåga eller oförmåga till erektion utgår från biomedicinsk forskning och klinisk praktik, dock med förbehåll att värderingar, kunskaper, och samhällsmoral är föränderliga. Som regel utgår den medicinska praktiken från att det finns en otillfredsställd partner om en man söker för erektil dysfunktion, medan oförmåga till onani eller erektion vid tillfälliga sexuella kontakter för den som saknar stadig partner mycket mer sällan uppfattas som ett medicinskt problem.
Subjektiva bedömningar om "tillräckligt sexuellt intresse", vilket sedan påverkar förmågan att få erektion, kan alltid ifrågasättas.

### Erektionssmekanismen
Erektion uppstår normalt enligt följande: blodflöde till penis ökar sedan mannen stimulerats därtill antingen av sexuella tankar eller beröring av penis. I och med den sexuella upphetsningen, slappas musklerna vid penis av, vilket möjliggör blodflödet. När blodflödet når svällkropparna i penis, blir den erigerad. Erektionen varar tills musklerna vid penis återgår till normal anspänning. Erektil dysfunktion kan bero på problem i något eller flera av dessa steg.

## Symtom och diagnos
Vid bedömningen om huruvida någon lider av erektil dysfunktion, eller om utebliven erektion har andra orsaker (avsaknad av stimuli, nedsatt sexuellt intresse, med mera), tas i beaktande huruvida personen uppskattar sexuellt umgänge, huruvida personen känner sexuella begär, samt huruvida personen dels kan påbörja samlag med penetrering, dels huruvida personen kan slutföra det samt då uppnå orgasm. Erektil dysfunktion kan mätas med Erection Hardness Score:
0 - penis blir inte större
1 - penis blir större men inte hård
2 - penis blir hård, men inte tillräckligt för penetrering
3 - penis blir tillräckligt hård för penetrering, men inte fullständigt hård
4 - penis är fullständigt hård
Av personer som söker hjälp för erektil dysfunktion, har större andelen svårighet att bibehålla erektionen under samlag. Ju lägre Erection Hardness Score, desto större problem att behålla det.
Erektil dysfunktion uppträder vanligen plötsligt om det har psykiska orsaker, och mer långdraget om det har fysiska eller fysiologiska. Psykiskt betingad dysfunktion brukar också innebära att erektionen ibland fungerar. För att definieras som erektil dysfunktion i medicinsk bemärkelse, bör tillståndet ha pågått under en period. Vid undersökning kan exempelvis studeras huruvida mannen får erektion i sömnen (vilket normalt förekommer 3-5 gånger per natt) eller när han vaknar.

## Orsaker
Många gånger är orsaken till erektil dysfunktion multifaktorell, jämför också systemiska sjukdomar.
Erektila problem är ett av de första tecknen på hjärt- och kärlsjukdom, samt förekommer ofta hos diabetiker, vid åderförkalkning, berusning av alkohol, och i synnerhet hos yngre, hos personer som blir stressade av tanken att de skulle kunna drabbas av erektil dysfunktion (sexuell prestationsångest) eller annan stress. Relationsproblem kan ligga bakom tillståndet. Priapism, det vill säga smärtsam erektion, kan leda till framtida problem med erektion.
Övriga fysiska tillstånd som kan orsaka erektil dysfunktion innefattar fetma, högt blodtryck, sömnstörningar, vissa läkemedel, substansmissbruk (däribland rökning och alkoholmissbruk), MS och Parkinsons sjukdom. Metabola syndromet och bukfetma korrelerar signifikant med erektil dysfunktion. Psykiska besvär kan vara depression, ångeststörningar, psykoser, med mera. Vidare kan män drabbas om de är utarbetade eller saknar självförtroende.
Endokrina sjukdomar utpekas ofta som grundorsaken till erektil dysfunktion, och då i synnerhet testosteronbrist som i sin tur dels kan vara åldersbetingad (jämför andropaus), dels uppkomma som en konsekvens av exempelvis hypogonadism. Om testosteronbrist orsakar erektil dysfunktion hänger detta samman med ett allmänt minskat intresse för sex, både i vaket tillstånd och under sömn. Hyperprolaktinemi kan också yttra sig i erektil dysfunktion, eftersom det sänker dopaminet. Vidare kan hypotyroidism (dock mer sällan giftstruma) ha erektil dysfunktion som symtom. Många sjukdomar leder till hormonstörningar som kan i sin tur ge erektil dysfunktion. Dit hör anorexia nervosa, sjukdomar och läkemedel som ökar östrogennivåerna, och näringsbrist. Hyperkortisolism påverkar ofta nivåerna av könshormonerna, och kan leda till erektionsproblem.
Om mannen har neurologiska problem, kan detta påverka förmågan att få erektion. Erektionen regleras av hjärnstrukturerna hypotalamus, limbiska systemet och talamus. Om dessa hjärnstrukturer skadas av exempelvis stroke eller hjärnblödning, påverkas erektionsförmågan. Skador i ryggraden, bäckenfrakturer, medicinska ingrepp i bäckenområdet (såsom prostatektomi) kan också få erektionsförmågan att svikta.
Prostatacancer är en relativt vanlig orsak till nedsatt sexuell förmåga. Själva diagnosen kan ge en minskad sexlust och leda till en minskad samlagsfrekvens. Vid en hormonbehandling blockeras testosteronet vilket ytterligare ökar impotensen. För patienter med impotens är utvecklandet av impotens en av de största farhågorna. Vid impotens till följd av radikal prostatektomi varierar förutsättningarna att få tillbaka den erektila funktionen utifrån patientens ålder, erektila funktion före ingreppet samt huruvida operationen var nervsparande eller ej. Sannolikheten för att förmågan att få erektion återgår till det normala är större vid en nervsparande prostataoperation än vid en icke-nervsparande sådan.
Blodflödet till penis kan vara förhindrat vid tillstånd av arteriell insufficiens, såsom perifer vaskulär sjukdom och strålbehandling i bäckenområdet. Skador mot penis kan påverka både in- och utflödet av blod så att erektion blir svårt eller omöjligt att åstadkomma.

## Förekomst
Alla män råkar någon gång eller under några perioder i livet ut för erektionsproblem av mer eller mindre svår grad. I de fall problemen är definitiv (impotens) kan mannen ofta använda hjälpmedel eller läkemedel för att kompensera den förlorade funktionen i sexuallivet. I en representativ svensk studie av sexuell funktion bland män i åldrarna 50-80 år fann forskarna att drygt 30% av männen ej kunde genomföra samlag utan hjälpmedel. I åldersgruppen 70-80 år var drygt 50% impotenta.

### Porrimpotens
Ungdomsmottagningar har rapporterat ett växande problem med impotens bland unga och dragit slutsatsen att pornografibruk är en orsak. Det har även observerats att potenshöjande medel (såsom Viagra) utskrivna till unga (20–29 år) ökat. Även detta har tolkats som att pornografikonsumtion skulle kunna vara en av orsakerna, även om orsaken inte är känd.
Fenomenet har iakttagits av grupper såsom Nofap, vilka förespråkar avhållsamhet mot kompulsiva sexuella behov och bruk av pornografi. Böcker i ämnet har skrivits, och där jämförs bruk av pornografi med drogmissbruk.
Det finns studier som visar att det inte finns något samband mellan porrkonsumtion och impotens. Läkare och bland annat RFSU ser inte att avhållsamhet är nödvändig.

## Behandling
Många av orsakerna till erektil dysfunktion är livsstilsbetingade, men att förändra livsstilen – sluta röka, börja motionera, minska i vikt och stressa mindre – har liten och långsam effekt om de påbörjas när erektionsproblemen redan är ett faktum. Fysioterapi med stärkning av bäckenbotten kan förbättra erektionssvikten om den beror på lindrig venös insufficiens. I ett fåtal fall kan operationer vara aktuella, och då oftast om det beror på medfödda missbildningar eller stenoser. Vakuumpump och penisprotes är andra hjälpmedel.
På senare år har läkemedlen sildenafil (Viagra, tadalafil (Cialis), vardenafil (Levitra) och apomorfin (Uprima) blivit populära mediciner för erektionsproblem. Kognitiv beteendeterapi (KBT) är en annan behandlingsmöjlighet, om det ligger psykiska eller känslomässiga skäl till grund. Hormonbehandling är aktuella i de fall det finns hormonella orsaker. Det senaste läkemedlet mot impotens tillhörande kategorin PDE5-hämmare är avanafil (Spedra).
Impotens kan även vara ett symptom på ett bakomliggande sjukdomstillstånd, till exempel diabetes eller en hjärtsjukdom, och detta tillstånd kan då behöva behandlas i första hand. När det bakomliggande sjukdomstillståndet behandlats kan i vissa fall även symptomen på impotens avta eller lindras. Även livsstilsförändringar såsom att gå ner i vikt om man är överviktig, sluta röka, skära ner på alkoholkonsumtionen, motionera regelbundet och att minska stressnivåerna i kroppen kan leda till att tillståndet förbättras.

### Subvention av läkemedel i Sverige
Samtliga läkemedel mot impotens är receptbelagda i Sverige och är, genom en specialregel, undantagna från det offentliga subventionssystemet för läkemedel. Svenska män som lider av impotens får alltså själv betala sina fulla läkemedelskostnader och har inte heller rätt till något högkostnadsskydd.